# Lahav Shani
Lahav Shani (Tel Aviv, 7 de enero de 1989) es un director de orquesta y pianista israelí.

## Formación
Shani es hijo de Michael Shani, un director coral. De su comienzo musical dice: "Solo sé por las historias familiares que, desde los 2 o 3 años, exigí que la música siempre se tocara en casa, en el automóvil, donde sea que estuviera; de lo contrario me enojaba. Desde entonces hasta ahora, siempre tengo música en mi cabeza".
Comenzó clases de piano a los 6 años con Hannah Shalgi. Continuó sus estudios de piano de Arie Vardi en la Escuela de Música Buchmann-Mehta en Tel Aviv. Posteriormente estudió contrabajo con Teddy Kling, de la Orquesta Filarmónica de Israel. Shani continuó más estudios musicales en la Hochschule für Musik "Hanns Eisler" de Berlín, donde sus maestros incluyeron a Christian Ehwald (director orquestal) y Fabio Bidini (piano). Daniel Barenboim le ha servido como mentor de Shani en la dirección.

## Trayectoria
Shani apareció por primera vez como pianista invitado en la Orquesta Filarmónica de Israel en 2007. En 2010, Zubin Mehta contrató a Shani como pianista y director asistente para una gira con la Filarmónica de Israel. Con la Filarmónica de Israel, Shani dirigió los conciertos de apertura de la temporada en 2013. Regresó cada año posteriormente como director invitado con la orquesta.
Shani ganó el primer premio del Concurso Internacional de Dirección Gustav Mahler en 2013. En mayo de 2015, dirigió por primera vez la Orquesta Sinfónica de Viena. Tras su debut en 2014 con la Staatskapelle de Berlín, Shani fue invitado a dirigir La bohème en la Ópera Estatal de Berlín en 2016. En noviembre de 2015, hizo su debut con la Orquesta Filarmónica de Viena, como director y pianista, como sustituto de emergencia de Franz Welser-Möst, en el que dirigió el Concierto en Re menor de Bach desde el piano, y obtuvo gran aclamación En enero de 2016, la Sinfónica de Viena anunció el nombramiento de Shani como su próximo director invitado, a partir de la temporada 2017-2018.
En junio de 2016, Shani hizo su debut con la Orquesta Filarmónica de Róterdam (RPhO), como director invitado y solista de piano. Sobre la base de esta aparición única, los músicos de la RPhO eligieron por unanimidad a Shani como el siguiente director de la orquesta, en agosto de 2016, el director más joven en ser nombrado director titular de la RPhO hasta la fecha. Su contrato con la RPhO es efectivo desde la temporada 2018-2019, durante 12 semanas por temporada. 
En enero de 2018, la Filarmónica de Israel, anunció el nombramiento de Shani como su próximo director musical, eficaz desde la temporada 2020-2021.
Shani tiene su casa en Berlín.

## Enfoque  de la dirección
Shani dice al respecto: "No siento poder o control. Me tomó un tiempo sentir que sabía cómo hacerlo, y que la orquesta realmente respondía a mis señales. Cuando eso sucede, experimento un placer loco por el evento y por la conexión con la orquesta. Pero no es una sensación de poder, o control, o un viaje del ego. Es un viaje en el que dejas que las cosas sucedan, y las diriges desde un conocimiento interno, y de lo que quieres de la música; luego sucede como si fuera solo. Es muy emocionante."
Respecto a su relación con los músicos dice: "...creo que estoy muy motivado por la curiosidad sobre las personas; que tengo un gran poder de inclusión y, por lo tanto, puedo trabajar con una orquesta que incluye diferentes personas y encontrar la forma de comunicarme con cada uno a su manera."
En relación con la estructura de las obras opina: "En mi opinión, también es importante para la música clásica: tienes que mantener las cosas en proporción. Juegas un movimiento y tienes que recordar el contexto y su relación con otros movimientos. Sin eso, es fácil caer en una trampa, como ser excesivamente sentimental. Toma un compositor como Tchaikovsky. Es solo cuando lo observas desapasionadamente y piensas en las proporciones que te das cuenta de que, para él, la estructura es más importante que los elementos sentimentales ".
Sobre el control de la orquesta opina: "Hay directores que requieren un control muy estrecho en cada etapa. No creo que sea necesario ", dice. "Tienes que dejar que la orquesta toque, escuchar y dirigir en ciertos momentos".